# シグマ・MC74
シグマ・MC74（シグマ・エムシー74/マツダ）は、1974年（昭和49年）にシグマオートモーティブ（現在のサードの母体）が設計・開発を行い、マツダのロータリーエンジン・12Aを搭載した純国産マシン。国際自動車連盟（FIA）のスポーツカーである。
日本車として初めてル・マン24時間レースで24時間を走りきったが、レース中に発生したトラブル対応のためにピットストップ時間が長くなったため規定周回数を達成することができず、公式記録では完走扱いとはなっていない。

## マシン概要
シグマ・MC74は、前モデルのシグマ・MC73（以下MC73）よりル・マンでの直線スピードを向上させると同時に、MC73で発生したトラブル（クラッチトラブルとサスペンショントラブル）を対策することを目的に設計・製造された、FIAのスポーツカー (B部門第5グループ) に準拠したマシンである。
ル・マンでのタイムは、予選タイムの目標を4分に置き、決勝で予選より10～15秒落ちで、セカンドグループのトップを走ることを想定して設計された。
ちなみにMCは「メイクスチャンピオン」の略。

## 基本構成

### シャーシ
MC73と同じ方式のツインチューブアルミモノコックを採用。モノコックには、現在航空機で主として使用されている三元アルミ（17S）を採用し、メインの板厚は1.6㎜/フロアパネルは3㎜として、シャーシ剛性の向上を図った。
フロントバルクヘッド先端には、スチール角パイプにアルミパネルを張ったフットボックスが接続され、フロントサスペンションのピックアップポイントがこのフットボックス両サイドに設置されている。
モノコックセクションの後端のリアバルクヘッドには、スペースフレームによるリアサブフレームが接続され、エンジンが搭載される。
燃料タンクは、左右モノコックチューブ内とドライバ背後（いわゆるシートタンク）の計３か所で容量140Lを確保したが、ル・マンのレギュレーションで110Lに容量を変更している。

### サスペンション
フロント
上下とも鉄パイプAアームによるダブル・ウイッシュボーン
リア
アッパがIアーム//ロア非平行パラレルアームと上下ラジアスロッドによる4リンクタイプ
ダンパーとスプリングユニットは、アウトボードマウントで、ブレーキは、フロント/アウトボード、リア/インボードのベンチレーティッド・ディスクを採用。
ホイールは、MC73と同様の神戸製鋼のマグネシウムホイールで、前後ともセンターロック式から4本のボルトオンロックタイプに変更した。
但し、搭載するエンジンがロータリーエンジンの12A（換算排気：573×2×2=2,292cc）になり最低車両重量が3,000ccクラスと同じになるので、バラストを搭載する代わりにシャーシ各部の補強に使用した。

### ボディカウル
MC73よりドラッグを低下させる空力対応で、当時6kmものストレート（ユノディエール）を持っていたル・マン（サルト・サーキット）でのストレートでの最高速度を向上させることを目的に、ドラッグを低下させたサイドラジエターのセミロングテール・マシンとしてデザインされた。
ノーズは、全体的に丸みをおび、Z軸の投影面は、小判型に整えられている。特にフロントのフェンダの両側は、大きなRを撮っている。フロントの立ち上がりは、センター部分は、約30°、フェンダー部は約40°でウエッジとダルノーズが巧みに融合され、フェンダー部とセンター部の段差は、滑らかな曲面でつないで、ドラッグを低減させている。ノーズに衝突するエアの一部をウエッジ面に導いてダウン・フォースを確保して、適度に左右に振り分けて安定性を増している。
ボディ上面は､曲面が多用されているにもかかわらず､ほとんどフラットに仕上がっている｡フロント･フェンダー部のふくらみは､わずかでエアスリットが設けられて､リア･フェンダー部分は､ボディ全体が後方にせり上げっているおかげで､カウル天面での凸面がない｡
ボディ上面がフラットで､しかも約5度の勾配でせりあがる形状で､ボディ･カウル全体で駆動輪のダウンフォースを確保する､ロータス72的なウエッジ・シェイプの概念で、ウイングやスポイラを使用しない目論見である。
シグマは、セミロングテールを採用して、マシン後部の後流の乱れを最小限に抑え、マシンの両サイドに巻き込む気流は、阻止せずに流すことにした。ただし、そのまま空気を側面に流すとタイヤハウスに巻き込まさせると抵抗源になるので、ホイールアーチにタイヤの側面の約25%をカバーするスカートを設け、側面空気の流入を防止している。
セミロングテール部分は、左右のリアフェンダー部分のみを後方に延長して、フラットデッキ部は、フェンダー部を接続する翼のように薄く成形され、リアタイヤの後方乱流を抑え、デッキ部後端は、翼後縁のように整えられている。
リアサイドビューは、まったく飛行機の胴体後部そのものであり、後端には垂直尾翼が備えられて、方向安定性を高めて　テールデッキ後端の跳ね上がった部分をスポイラとして効果させるために設けられている。
双胴型のリアフェンダに挟まれたリアデッキの下方に、大小のエア排出孔が口を開いている。この部分は、通常巨大な負圧発生地帯であり、最大の抵抗発生源となるが、負圧を減少させるために、この排出孔からカウル内部のエアを補給する。うまい具合に、ロングテールカウルの内部には、小さなスペースのREしかないので、空気流量はたっぷり確保できる。
リアカウル内部、ギアボックス上にタンデム・マウントされたオイルクーラとトランスミッション・オイルクーラが設置され、このクーラの冷却は、リアデッキ上の巨大なNACAスクープから導入されたエアが行う。この冷却気やサイドラジエタを通り抜けたホットエアは、ほとんどリアの排出孔から外部に吸いだされる。
空気抵抗の発生源として無視できないのが、ドライバーのヘルメットやロールバーなどだ。この後流をどのようにうまく整流するかがレーシングカーの大きな課題となる。
シグマは、ロールバー覆いは、用いずにドライバーのヘルメット後方にバルジ（整流カウル）を設けて渦流発生を防ぐという方法をとった。またこのバルジは、単にヘルメットの後方渦流発生を防ぐだけではなく、バルジの周囲に開口部を設けて、ヘルメット頭頂部で加速された気流を導入して、インダクションエアとして、利用している。
前述のリア排出孔からカウル内部のエアが吸いだされるので、カウル内部への補給気孔としての効果も相剩され､小さな開口部のわりには効果が大きい｡
フロントには､耐久レース用として､ヘッドライトとスポットライトを2連装とさらにターンシグナルランプも備えている｡
ボディカウルは､基本的に5ピース構成だが､左右のドアは、ノーズカウルと一体脱着が可能で､ロールバーとサイドシル部分の一体センターカウルを残して､ノーズカウルとリアカウルを残して､ノーズカウルとリアカウルは容易に脱着ができる｡ヒンジ部分は､すべてボディ外面に設けられているので､ロングテールマシンとしては､異例に高い整備性を持っている｡

### エンジン
エンジンは、公称馬力260PSのマツダ・12Aロータリーエンジン（ペリフェラル仕様）のみ搭載。マツダオート東京がチューニングとメンテナンスを受け持った。なおREは、排気量換算係数として当時は、2だったので、換算排気量が573ｘ2ｘ2＝2292㏄となり、最低車重が3000㏄と7同じになった。

## レースでの成績
1974年にシグマ・オートモーティブからル・マン24時間、1975年にマツダオート東京から富士グランチャンピオンレース（GC）に参戦した。

### ル・マン24時間
1974年のル・マン24時間は、シグマ・オートモーティブを主体として、マツダオート東京の混成チームとして参戦した。ドライバーは、高橋晴邦、寺田陽次郎、岡本安広の3名で、3名ともル・マンは、初参戦であった。
日本でマシンの調整を行い、オイルクーラーとドライブシャフトの冷却性能を向上させるためにリアテールの両側面にスリットを刻み、インダクションボックスを備えた。また車検に必要な牽引用フックやコックピット側から操作できるサーキットブレーカーを取り付けた。

#### 予選
予選2日目に思わぬエンジン・トラブル（燃焼室への小石の飛び込み）に見舞われ、セッティングが不十分のまま4分20秒4しかマークできずに、総合27位で、2000㏄勢の後塵をさえ浴びる結果となった。3日目の予選から本番用に、エンジン交換を行い、ぶっつけ本番でレースに臨むことになった。

#### 決勝
決勝で、加藤真監督は、「なにがなんでも完走を目指す」を繰り返しスタートを迎えた。ドライバーは、約1時間半ずつのドライブを担当し、岡本/高橋が昼間、寺田が夜間を主にドライブした。
レース開始後約1時間で昨年同様のクラッチ・トラブルが発生し、その後電気系のトラブルが頻繁に発生して、最初の4時間は、ほとんどコース上で姿を見ることができなかった。6時間経過後にタイヤがパンクしてカウル修理が必要となり約1時間のピットストップとなった。11時間経過後にエンジンが小石を吸い込み、ピットで4時間21分かけてエンジンオーバーホールを行い、残りを8000rpmで4分20秒のペースで走行したが、155周しか周回できずに、21位でフィニッシュした。なおピットイン時間は、合計9時間57分であった。
しかしながら　トップのマトラの周回数377周の60％に満たなかったため、完走とは認められなかった。

### 富士GC
1975年のGCの全5戦中の2戦に、マツダオート東京から参戦した。マシンは、1974年のル・マン参戦後のレース参戦がなかったので、マシン仕様としては、昨年のル・マン参戦時とほぼ同一で、ライバル車と比較すると、重量過多気味であった。
マツダオート東京は、1975年のGCへは、GC73に12Aを搭載して、寺田と岡本を交互に参戦させていた。MC74の参戦では、GC73に乗車できないドライバーが乗車した。

#### GC第2戦　富士グラン250㎞(6/8)
寺田がMC74で参戦。
- 予選

予選は、2回タイム計測が開催されたが、1回目は晴れ/2回目は豪雨の中でタイム計測が実施。MC74は、2回目の予選でタイム計測を実施。
PPの北野マーチ1分18秒38に対して、予選時の豪雨の影響で22位で最下位の2分5秒44に沈んだ。
- 決勝

4周しか周回できかった。

#### GC第3戦　富士インター200マイル(9/7)
岡本がMC74にて参戦。
- 予選

PPの桑島1分20秒74に対して、岡本が17位の1分26秒86、寺田は、GC73で16位の1分26秒23
- 決勝

2ヒート制で開催されたが、1ヒートの序盤にトラブルでリタイヤし、2ヒート目でもそのトラブルが解消されずに不出場となった。